# Кордюк, Богдан
Богдан-Иван Кордюк (псевдонимы «Аркас», «Дик», «Новый», «Сноп»; 17 января 1908, г. Львов — 26 февраля 1988, Мюнхен, Германия) — краевой проводник ОУН на западно-украинских землях (май 1932 — январь 1933).

## Биография
В 1926 году окончил Академическую гимназию во Львове, впоследствии стал студентом Львовского политехнического института и Львовского университета.
Активный участник СУНМ (Союза украинской националистической молодёжи), в течение 1928-1929 входит в Руководство организации.
Член УВО, главный распространитель газеты «Сурма». По некоторым данным, временно исполнял обязанности боевого референта краевой команды УВО в мае 1930.
Член ОУН с 1929, заместитель руководителя Юношества КЕ ОУН ЗУЗ. В ноябре 1930 арестован польской полицией и приговорён к 18 месяцам заключения.
С мая 1932 по январь 1933 года — краевой проводник ОУН ЗУЗ. Из-за провала попытки нападения на почту в Городке 30 ноября 1930 смещён с должности и уехал в Берлин. Работает в Украинской пресс-службе в Берлине на протяжении 1934-1940, преподаёт в Берлинском университете.
Летом 1941 вернулся во Львов, где его в сентябре того же года арестовывает гестапо. Политзаключённый немецких концлагерей Заксенхаузен и Аушвиц.
После войны проживает в эмиграции, редактор журнала «Український Самостійник», член редакционной коллегии журнала «Сучасність» («Современность»). После раскола ОУН(р) некоторое время возглавлял ОУН(з).
Умер 26 февраля в Мюнхене, похоронен на кладбище Вестфридхоф.

## Сочинения
- Богдан Кордюк. ЄВГЕН КОНОВАЛЕЦЬ — ВІЙСЬКОВИЙ І ПОЛІТИЧНИЙ ОРГАНІЗАТОР, «Сучасність», ч.5(209), 1979